# 5671 Шаналь
5671 Шаналь (5671 Chanal) — астероїд головного поясу, відкритий 13 грудня 1985 року.
Тіссеранів параметр щодо Юпітера — 3,386.